# Sari-d’Orcino
Sari-d’Orcino település Franciaországban, Corse-du-Sud megyében. Lakosainak száma 351 fő (2022. január 1.). Sari-d’Orcino Ambiegna, Arro, Cannelle, Casaglione, Lopigna, Sarrola-Carcopino, Tavaco és Vero községekkel határos.

## Népesség
A település népessége az elmúlt években az alábbi módon változott:
| Lakosok száma | 301  | 218  | 236  | 297  | 326  | 335  | 329  | 344  | 352  | 351  |
|               | 1968 | 1982 | 1990 | 2006 | 2013 | 2015 | 2017 | 2019 | 2020 | 2022 |